# Kleiner Wannsee
Kleiner Wannsee er en sø i bydelen Steglitz-Zehlendorf i Berlin, sydvest for Wannseebroen. Den er en del af Griebnitzkanalen, og forbinder Großer Wannsee med Pohlesee. Vandet løber fra Teltowkanalen over Kleiner Wannsee og ind i Großer Wannsee.
I nordvest grænser Kleiner Wannsee til distriktet Wannsee, i sydøst til Berlin-Düppel.
Ved bredden ligger der talrige bådklubber, graven til den preussiske digter Heinrich von Kleist og repræsentative bygninger med store haver. Det meste er privat, og der er derfor ingen offentlig gangvej langs bredden.
52°25′N 13°10′Ø / 52.417°N 13.167°Ø